# Capri, Campania
Capri este un oraș în provincia Napoli, regiunea Campania a Italiei, aflat în partea de est a insulei Capri. El cuprinde centrul și estul insulei, în timp ce partea de vest aparține orașului Anacapri.

## Insula
Insula Capri, denumită în antichitate Caprea (insula a fost colonizată de greci încă din secolul VII î.Hr.), este situată la intrarea în Golful Napoli. Insula are 6,7 km lungime și aproximativ doi kilometri lățime, iar suprafața sa măsoară 10,4 kilometri pătrați. Elementul caracteristic al reliefului insulei îl constituie stâncile abrupte de calcar care se înalță din adâncurile mării. Monte Solaro este punctul situat la cea mai mare altitudine de pe insulă și măsoară 589 de metri înălțime.
Pe insula Capri se află trei localități mai importante. Capri este așezarea principală a insulei. Portul Marina Grande se află pe coasta de nord, iar la vest se ridică Anacapri. Pentru a ajunge de la Capri la Anacapri trebuie străbătute 784 de trepte săpate în stâncă. La vest de Anacapri se află Grota Albastră.

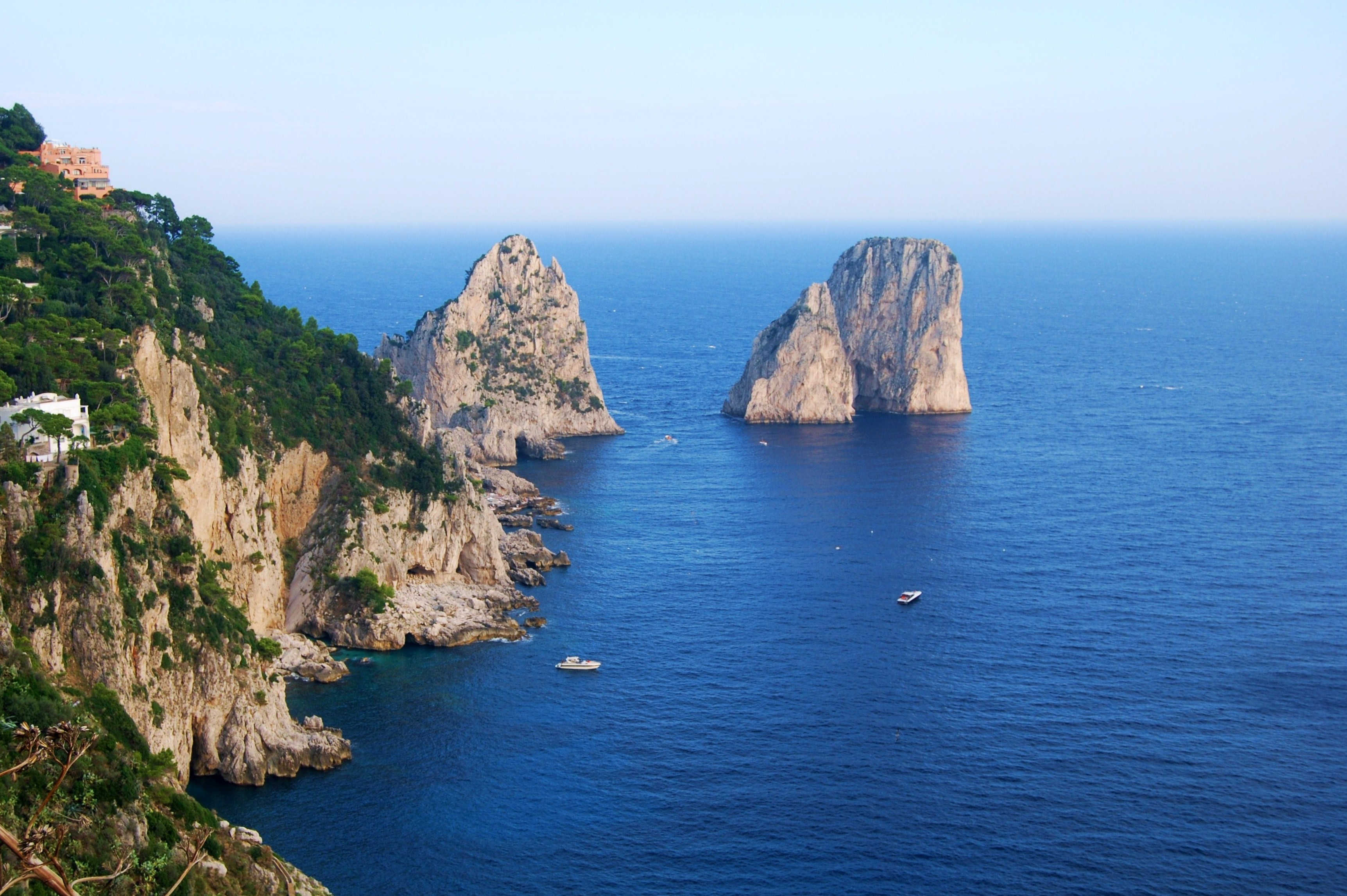
„I faraglioni”

## Obiective principale
- Marina Grande, portul principal al insulei Capri
- Piața Umberto I, cunoscută ca Piazzetta
- Certosa di San Giacomo, cu vedere la portul Marina Piccola
- Villa Jovis

### Biserici
- Biserica San Costanzo
- Biserica Santo Stefano
- Biserica Sant'Anna
- Biserica S. Michele
- Biserica S. Maria del soccorso
- Biserica S. Andrea
- Biserica di Costantinopoli
- Cimitero acattolico di Capri

## Privire de ansamblu
Cele mai importante puncte de atracție ale orașului sunt Via Krupp, Faraglioni, Arco Naturale, Villa Lysis, Villa Malaparte. Palazzo a Mare este situl arheologic cu cele mai întinse vestigii romane din zona litorală a orașului Capri.

## Demografie
Capri - evoluția demografică

|  | Graficele sunt indisponibile din cauza unor probleme tehnice. Mai multe informații se găsesc la Phabricator și la wiki-ul MediaWiki. |

Date: Recensăminte sau birourile de statistică - grafică realizată de Wikipedia

## Transport
Sunt organizate zilnic curse de feribot și hidrofoil din porturile Mergellina și Molo Beverello ale orașului Napoli, Sorrento, Positano și Amalfi către portul Capri. Din portul Marina Grande pornește un funicular către orașul Capri, aflat deasupra.
Cele mai apropiate aeroporturi sunt:
- Aeroportul Napoli-Capodichino (NAP)
- Aeroportul Salerno-Pontecagnano (QSR)

## Imagini

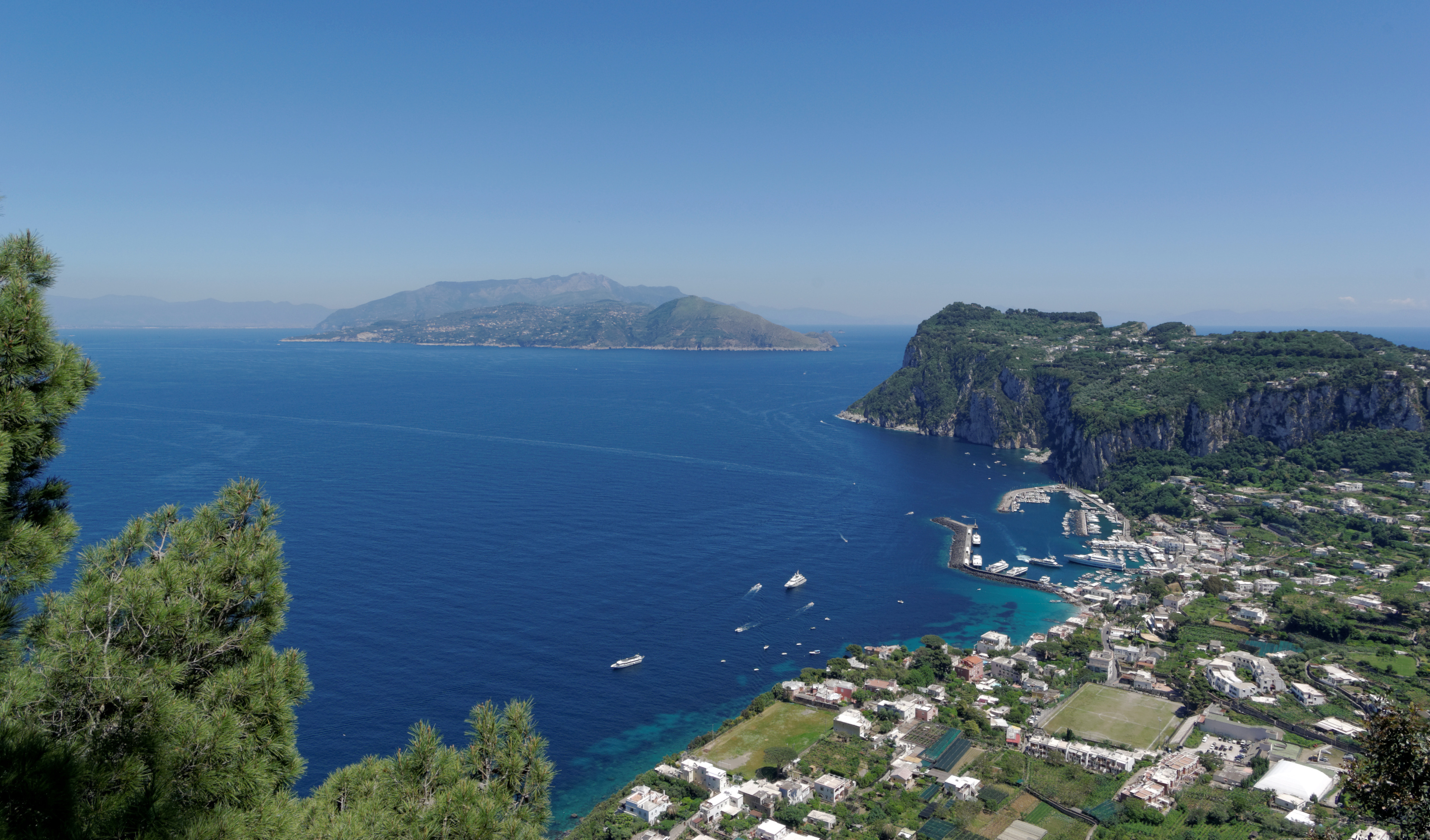
Vedere a portului Marina Grande din Anacapri
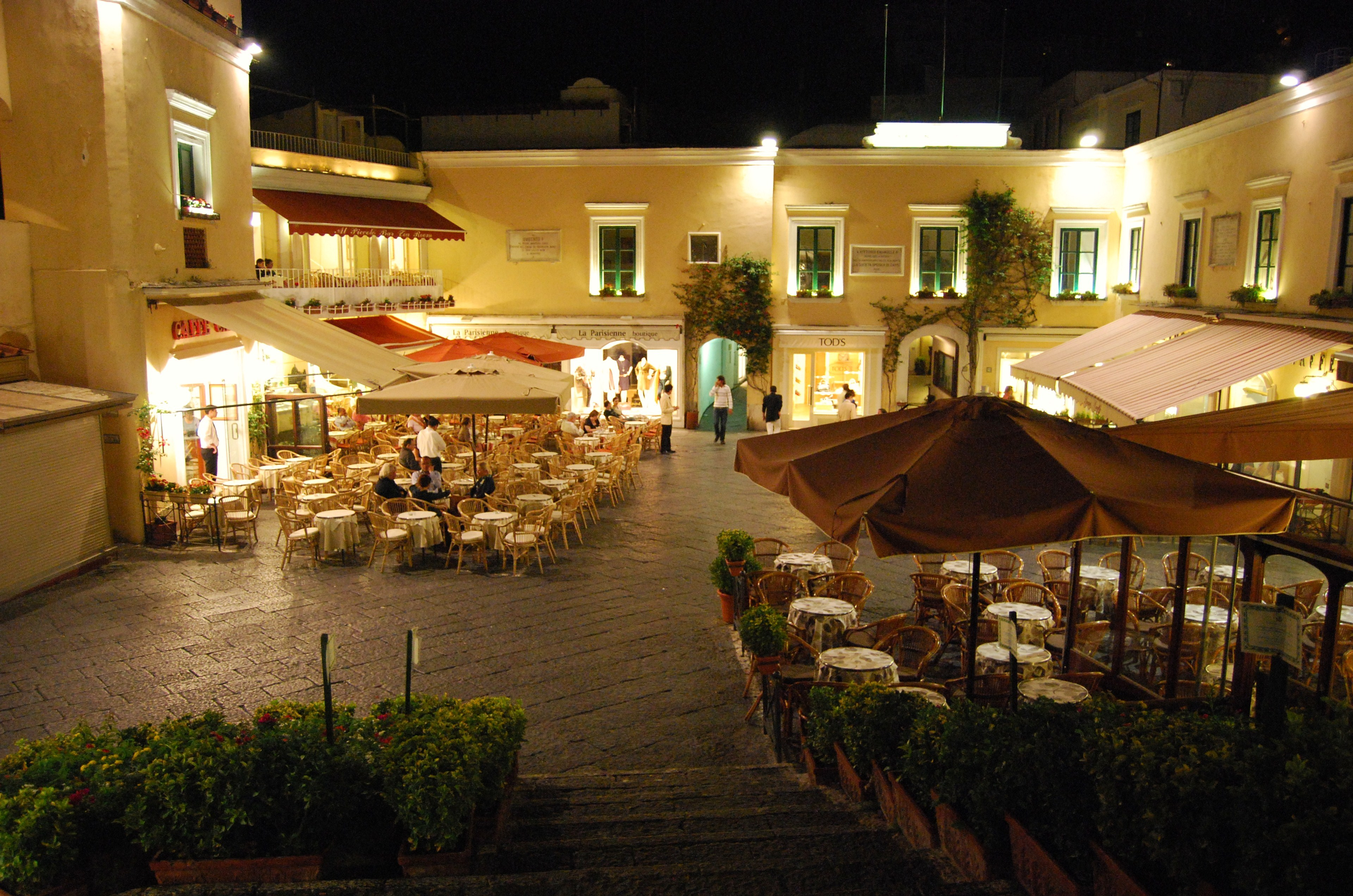
Piazzetta
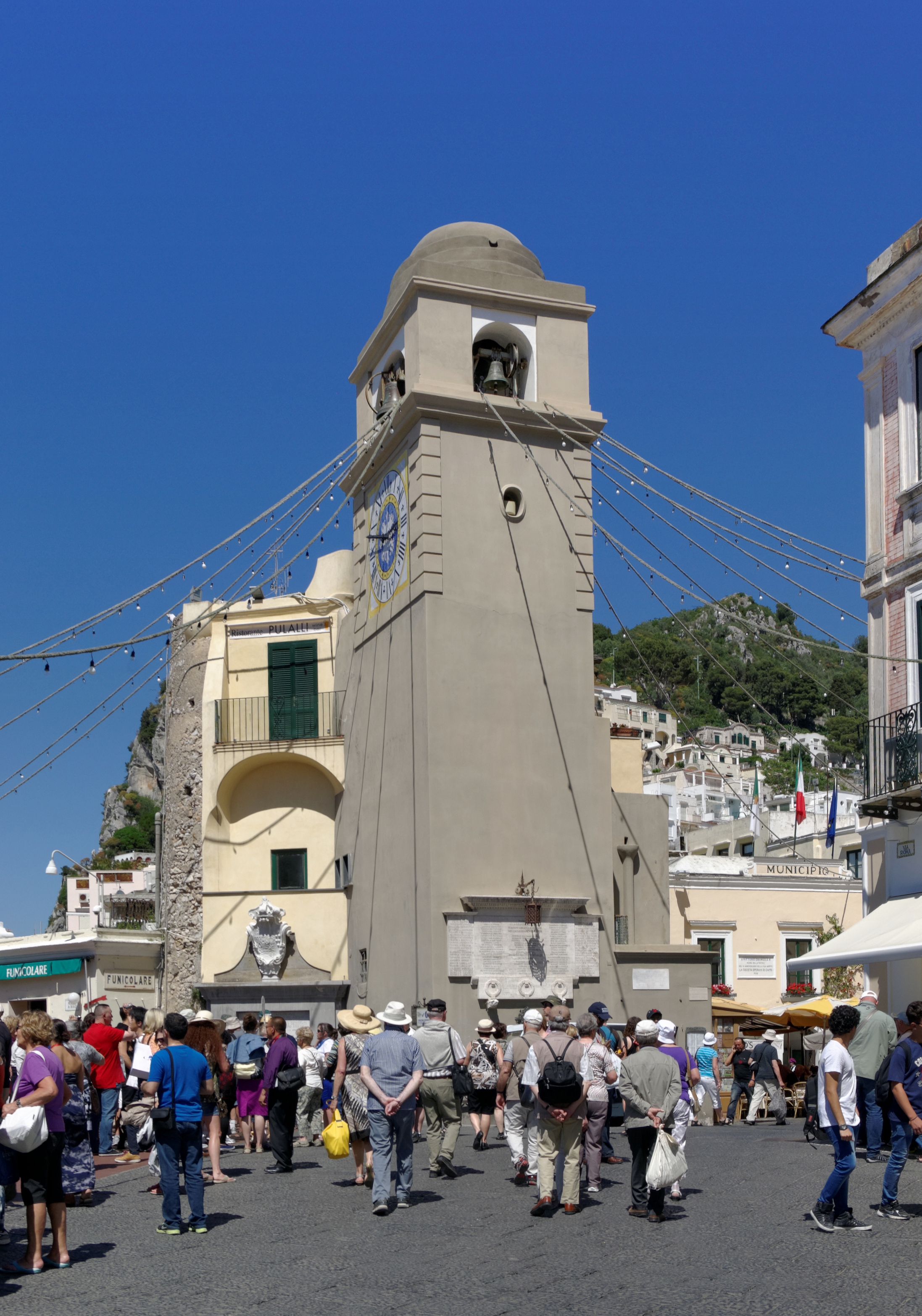
Turnul cu ceas din Piazzetta
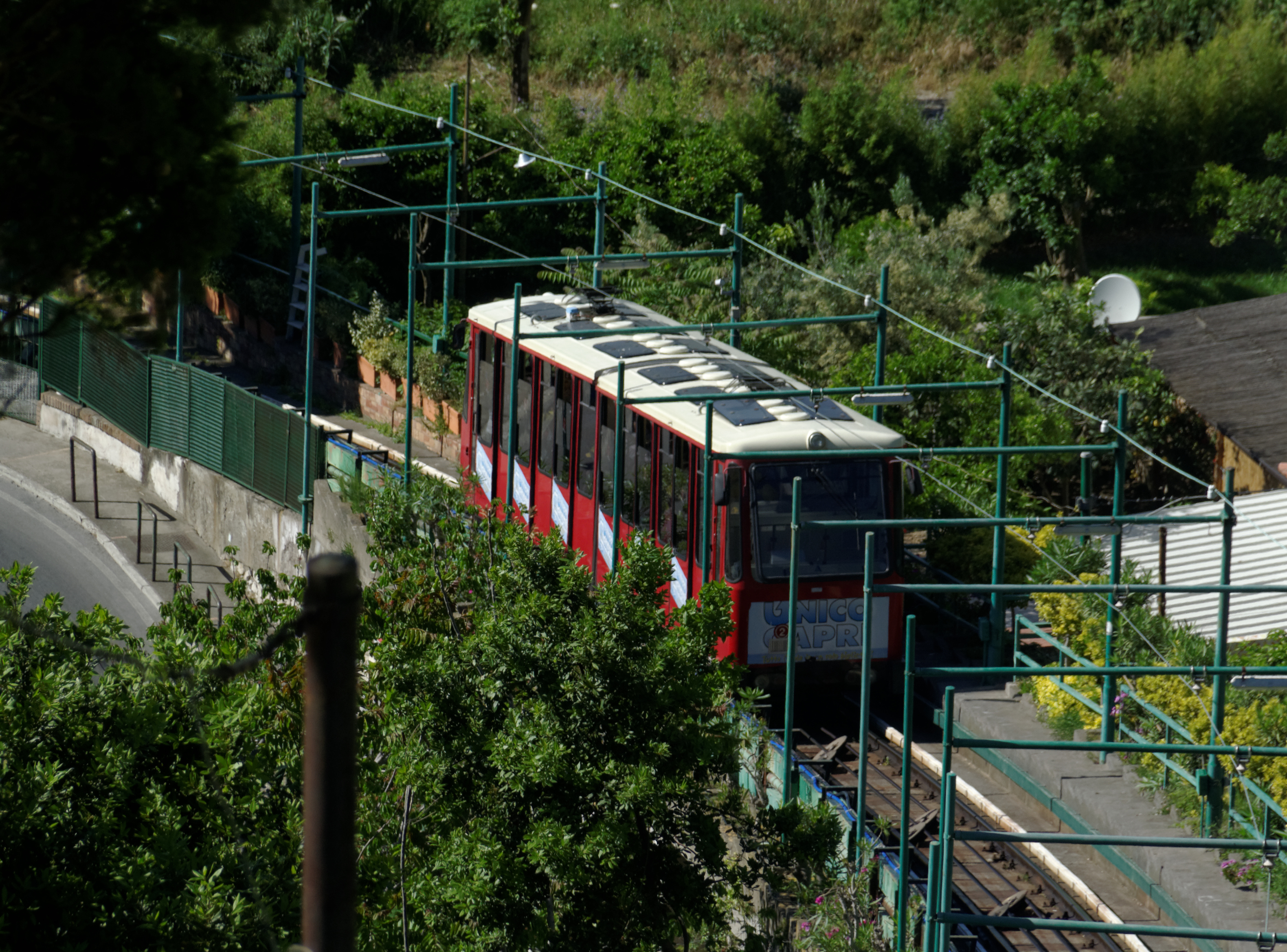
Funicular către oraşul Capri
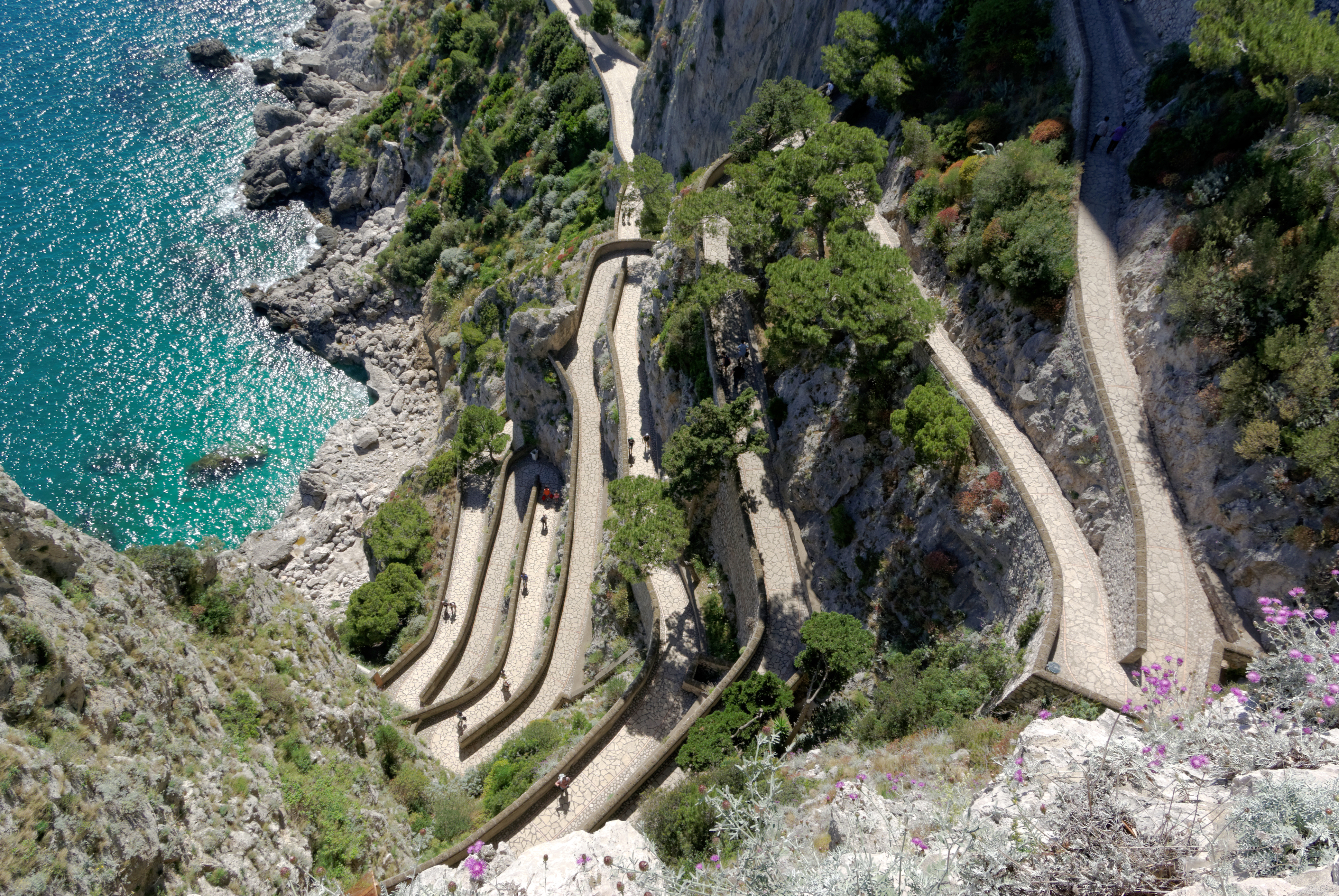
Via Krupp
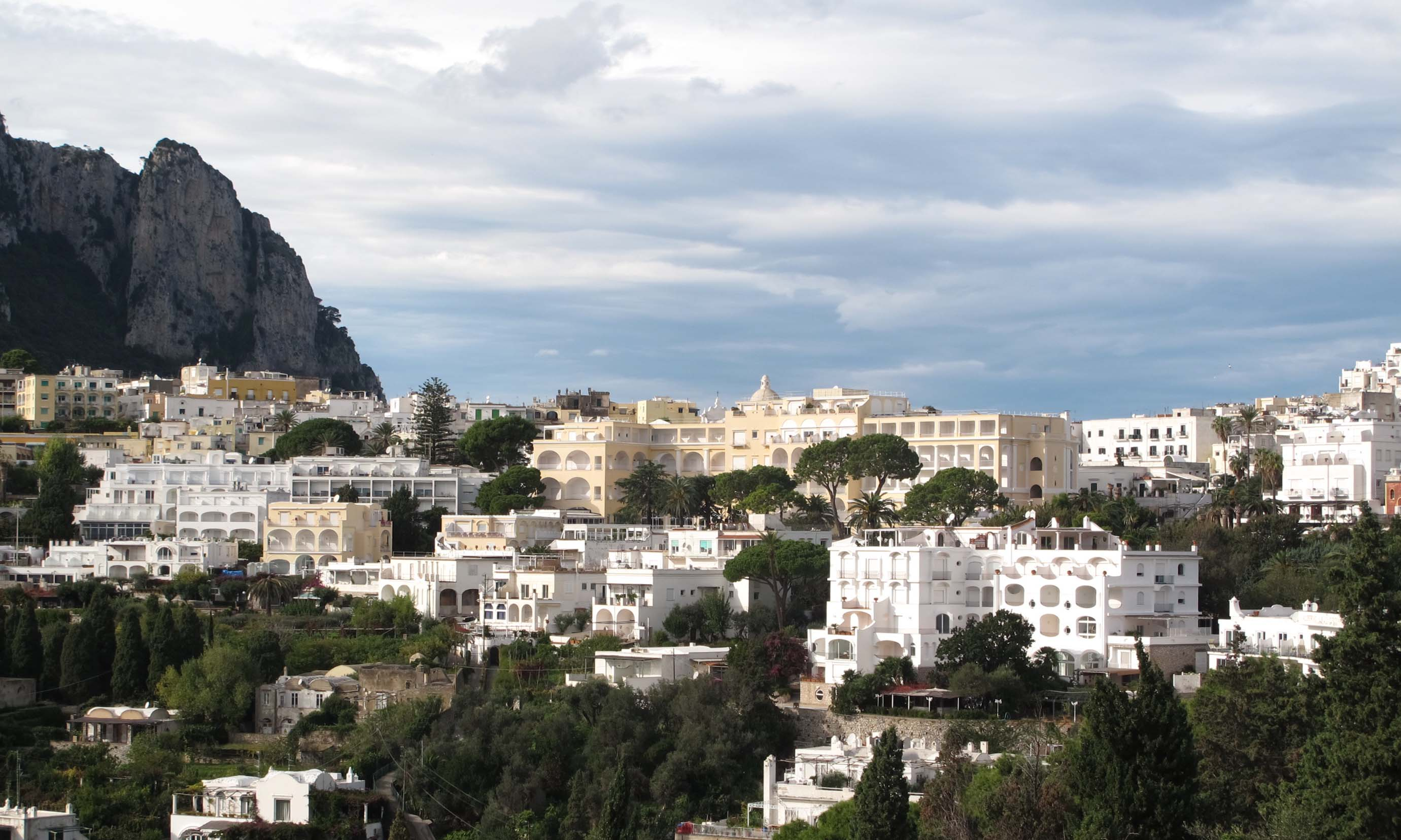
Capri